# قهرمان (ترانه فال اوت بوی)
«قهرمان» (انگلیسی: Champion) ترانه‌ای از بند راک آمریکایی فال اوت بوی است که در ۲۲ ژوئن ۲۰۱۷ در ایالات متحده و در ۲۳ ژوئن در سراسر جهان توسط آیلند رکوردز و دی‌سی‌دی۲ منتشر شد. قهرمان به عنوان دومین تک‌آهنگ از هفتمین آلبوم استودیویی این بند به نام مانیا منتشر شد.

## گواهی‌نامه‌ها
| منطقه                                   | گواهی | واحد گواهی‌شده/فروش |
| --------------------------------------- | ----- | ------------------ |
| ایالات متحده (آرآی‌ای‌ای)                 | طلا   | ۵۰۰٬۰۰۰            |
| رقم فروش+پخش جاری تنها بر پایهٔ گواهی‌ها. |       |                    |